# Кравчук Вадим Янович
Вадим Янович Кравчук (14 січня 1967, Хмельницька область — 9 липня 2022, м. Часів Яр, Донецька область) — український військовослужбовець, солдат Збройних сил України, учасник російсько-української війни. Кавалер ордена «За мужність» III ступеня (2023, посмертно).

## Життєпис
Вадим Кравчук народився 14 січня 1967 року на Хмельниччині.
Разом із батьком створював металеві хрести для поховань.
З початком повномасштабного російського вторгнення пішов в ТрО добровольцем. Мобілізований 6-м відділом Тернопільського територіального центру комплектування та соціальної підтримки.
Загинув 9 липня 2022 року внаслідок ракетного удару в м. Часів Яр на Донеччині.
Похований 15 липня 2022 року в  м. Збараж, де проживав.

## Нагороди
- орден «За мужність» III ступеня (9 січня 2023, посмертно) — за особисту мужність і самовідданість, виявлені у захисті державного суверенітету та територіальної цілісності України, вірність військовій присязі[1].